# Clara Holst
Clara Holst (4 juin 1868 - 15 novembre 1935) est une philologue norvégienne et une pionnière des droits des femmes.

## Biographie
Elle est née à Kristiania en tant que fille du médecin Axel Holst (1826-1880) et de la citoyenne allemande Anna Mathilde Charlotte Flemming (1832-1897). Elle est une petite-fille de Frederik Holst, sœur d'Axel Holst et tante de Peter Midelfart Holst.
Elle termine ses études secondaires en tant que candidate privée en 1889 et fréquente l'école Nissens. L'année suivante, en 1890, elle devient la première étudiante en philologie à la Royal Frederick University, la seule université de Norvège à l'époque. Elle est la première femme à prendre le cand.philol.[Quoi ?] diplômé en Norvège, en 1896, et la première à obtenir un doctorat dans une université norvégienne. Son conseiller académique est Johan Storm, dont les connaissances lui ont permis d'étudier à Cambridge en 1892, Sorbonne en 1893, Leipzig en 1897, Copenhague en 1898-1999 et Berlin en 1902-1903.
Elle termine le doctorat.philos. diplôme en 1903 avec la thèse des études des noms allemands médiévaux[Quoi ?]. Elle suit ainsi les traces de son grand-père, qui devint en 1817 la première personne à faire un doctorat dans la Norvège indépendante. Johan Storm est un opposant au doctorat avec Hjalmar Falk et Sophus Bugge. Holst a eu de courtes durées en tant que professeur d'allemand[Quoi ?] à l'université Royal Frederick et à l'école Aars og Voss en 1904 et 1906. Elle enseigne au Wellesley College de 1906 à 1907 et à l'université du Kansas à Lawrence de 1907 à 1908.
Holst prend ensuite sa retraite et retourne mener une vie tranquille en Norvège. Elle est célibataire et réside à Fagerborg avec ses deux sœurs aînées, Anna Amalie et Thea. Elle meurt dans sa ville natale en novembre 1935.